# 10609 Hirai
10609 Hirai è un asteroide della fascia principale. Scoperto nel 1996, presenta un'orbita caratterizzata da un semiasse maggiore pari a 2,6959067 UA e da un'eccentricità di 0,2023856, inclinata di 10,46186° rispetto all'eclittica.
L'asteroide è dedicato a Yuzo Hirai (1948), professore all'istituto di informatica ed elettronica dell'Università di Tsukuba, impegnato nei campi delle reti neurali, informatica della visione, memoria associativa. Lo scopritore Akimasa Nakamura fu supervisionato da lui quando era studente.